# Колаборација
Колаборација (лат. co- = „са-“, laborare = „радити“) означава сарадњу појединаца или група ради постизања одређеног циља. После Другог светског рата израз је почео да се примењује за сарадњу појединаца или влада са окупаторским властима национал-социјалстичке Немачке.